# Veronique Belleter
Veronique Belleter (29 oktober 1977) is een Belgisch wielrenster. Ze woont in Kieldrecht. Sinds 2005 rijdt ze voor Capri Sonne-T-Interim.

## Ploegen
Belleter rijdt sinds 1999 bij dezelfde club, die in die tijd wel verschillende sponsors had. Een overzicht:
1. 1999: Vlaanderen 2002 (V) (België)
2. 2000: Vlaanderen 2002 (V) (België)
3. 2001: Vlaanderen - T Interim Ladies Team (V) (België)
4. 2002: Vlaanden - T Interim (V) (België)
5. 2003: Vlaanden - T Interim (V) (België)
6. 2004: Vlaanderen - T-Interim Univega Ladies Team (België)
7. 2005: Vlaanderen - Capri Sonne - T-Interim (België)

## Overwinningen
- 2006: Belgisch kampioen bij de elite